# Elezioni presidenziali in Russia del 2024
Le elezioni presidenziali in Russia del 2024 si sono tenute dal 15 al 17 marzo per l'elezione del Presidente della Federazione Russa.
Esse hanno visto, sin da subito e senza troppe sorprese, la rielezione del Presidente uscente Vladimir Putin, con un risultato plebiscitario pressoché assoluto dell'88,48%, conferendo così a quest’ultimo un nuovo mandato da capo di stato, anche grazie all’opposizione di facciata e artifici vari nel processo elettorale. La tornata elettorale è stata caratterizzata da varie manifestazioni di dissenso durante le operazioni; tra queste, la più rilevante è stata il cosiddetto “Mezzogiorno contro Putin”, già teorizzato dal defunto Aleksej Naval'nyj, che ha visto migliaia di oppositori radunarsi, con il pretesto di votare, a tale orario.
Secondo il Levada Center, istituto di sondaggi russo indipendente riconosciuto dalla Federazione Russa come agente straniero, dal 2022 il consenso di Vladimir Putin è stabile sopra l’80%. L'istituto sociologico suggerisce che questo risultato alle urne corrisponde agli esiti delle loro indagini, ma attribuisce il risultato alla censura e alla propaganda di stato nel Paese.
Un'analisi condotta dal giornale "Novaja Gazeta Europe", eseguita confrontando la distribuzione dei voti per i diversi candidati con l'affluenza alle urne in ogni singolo seggio elettorale, stima che almeno 22 milioni di voti per il presidente uscente Vladimir Putin potrebbero essere stati ottenuti in modo fraudolento.

## Contesto
Le elezioni presidenziali del marzo 2024 rispetto alle precedenti hanno avuto una serie di novità e particolarità.
Innanzitutto, grazie ad una riforma costituzionale attuata nel 2020, il Presidente uscente, Vladimir Putin, ha potuto ricandidarsi anche per questa elezione, tramite l'azzeramento dei suoi mandati esercitati a partire da tale modifica. Quest'ultima, tuttavia, ha anche portato alla riorganizzazione del limite costituzionale di due mandati consecutivi in un limite di due mandati complessivo, non precludendo così la possibilità, per il capo dello Stato, di partecipare ad un'ulteriore elezione, compresa questa.
In aggiunta poi, trattandosi delle prime elezioni nazionali nella Federazione dall'inizio dell'invasione dell'Ucraina, avvenuto nel 2022, potranno partecipare (oltre alla già incorporata Crimea) anche i territori di Cherson, Zaporižžja e le due ex autoproclamate repubbliche popolari di Doneck e Lugansk, essendo state anche queste annesse unilateralmente tramite referendum. Si tratta altresì della prima tornata elettorale dopo il tentato golpe del Gruppo Wagner nel giugno del 2023.
Socialmente parlando invece, conseguentemente al sorgere della problematica militare, svariati candidati, più o meno efficacemente, hanno tentato di partecipare nell'ottica degli ideali incarnati dalle proteste anti-belliche, manifestando opinioni di dissenso, seppur in modo più soffuso. Tra questi, i tentativi più noti sono stati quelli di Ekaterina Duncova e di Boris Nadeždin, entrambi rifiutati.
Come nel caso della tornata precedente, infine, anche in questa Aleksej Naval'nyj, oppositore filo-occidentale di Vladimir Putin, dovendo scontare diverse condanne, per legge è stato ritenuto incandidabile. In ogni caso, Naval'nyj è comunque deceduto, in circostanze ritenute sospette dai suoi avvocati, poco tempo dopo in carcere durante la campagna elettorale.

## Sistema elettorale

Logo ufficiale delle elezioni.

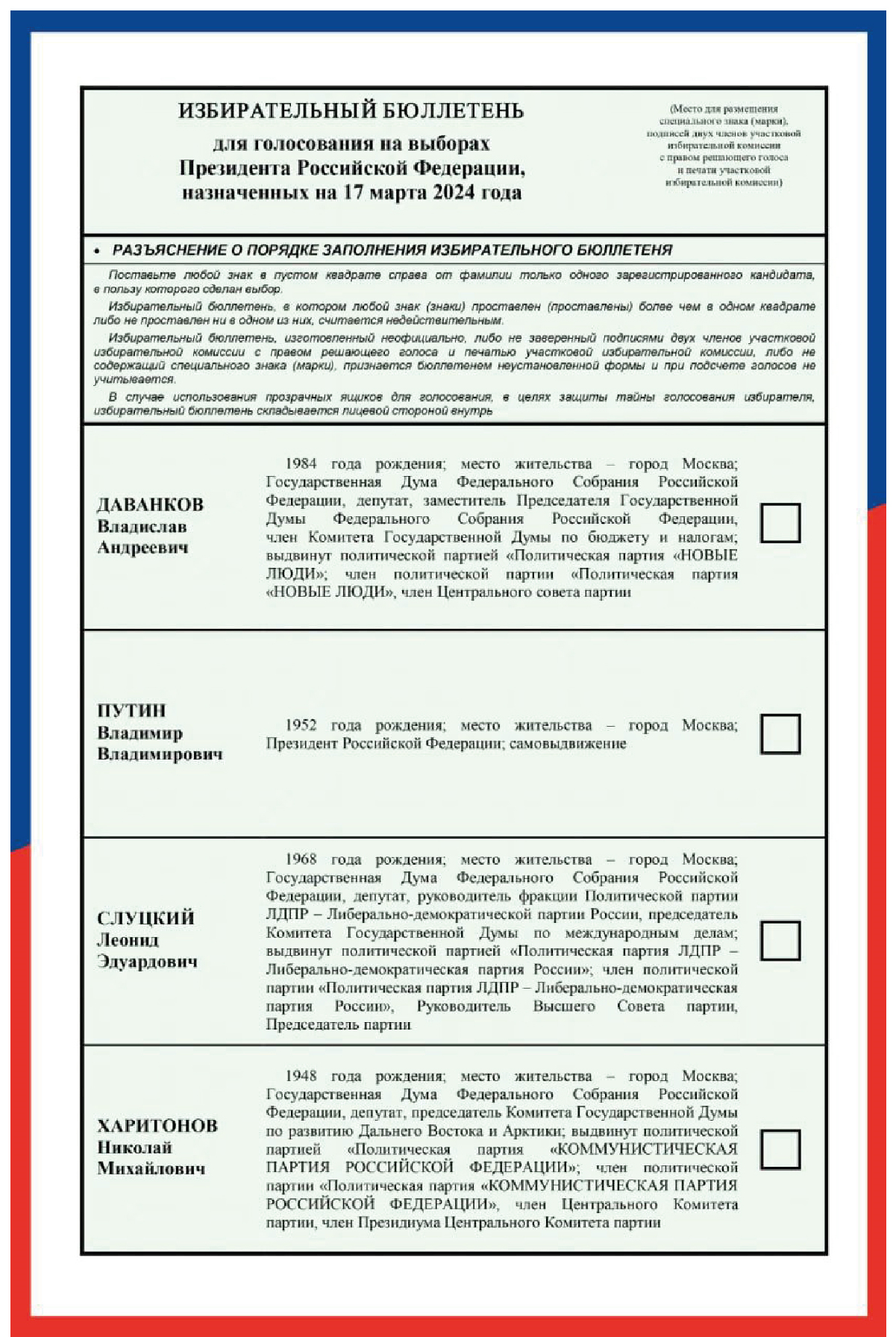
Scheda elettorale ufficiale delle elezioni.

Per l'elezione del Presidente, la legge elettorale russa prevede l'applicazione di un sistema maggioritario a doppio turno, secondo cui, per essere eletti già al primo turno, è necessaria la maggioranza assoluta dei voti.
Se ciò non avviene, si attua un secondo turno di votazione tre settimane dopo, in cui risulta eletto il candidato che ha ottenuto il maggior numero di voti.
In aggiunta a ciò, la Costituzione della Federazione Russa, all'Art. 81, § (3) riformato tramite il referendum costituzionale del 2020, prevede che i candidati debbano:
- Avere almeno 35 anni di età (requisito non modificato);
- Essere residenti in Russia per almeno 25 anni (precedentemente 10 anni);
- Non avere una cittadinanza straniera o un permesso di soggiorno in un paese straniero, né al momento delle elezioni né in qualsiasi momento prima (nuovo requisito).

Con l'aggiunta, non costituzionale ma tramite legge ordinaria (ex § 4), di godere dei diritti civili e politici.

## Candidati
Il 9 febbraio 2024, la Commissione Elettorale Centrale ha concluso il processo di esame delle richieste dei vari candidati, annunciando l'accettazione (e dunque la conseguente registrazione sulla scheda elettorale) di quest'ultimi:
| Candidato | Candidato | Candidato          | Partito                                               | Logo | Data di accettazione |
| --------- | --------- | ------------------ | ----------------------------------------------------- | ---- | -------------------- |
|           |           | Vladislav Davankov | Nuova Gente                                           |      | 5 gennaio 2024       |
|           |           | Vladimir Putin     | Indipendente (supportato da Fronte Popolare Panrusso) |      | 29 gennaio 2024      |
|           |           | Leonid Sluckij     | Partito Liberal-Democratico                           |      | 5 gennaio 2024       |
|           |           | Nikolaj Charitonov | Partito Comunista                                     |      | 9 gennaio 2024       |

### Candidati respinti alla presentazione delle firme
I seguenti candidati sono stati rifiutati dalla Commissione Elettorale Centrale:
| Candidato | Candidato | Candidato          | Partito             | Firme raccolte e verificate                                                                                              | Motivazione del rifiuto ed eventi successivi |
| --------- | --------- | ------------------ | ------------------- | --- | --- |
|           |           | Sergey Malinkovich | Comunisti di Russia | - Firme raccolte: 104.998/105.000 - Firme verificate: 96.019/105.000                                                     | Dopo essere stato nominato dal suo partito il 28 dicembre 2023, ed aver presentato i documenti per registrarsi alla CEC il 1º gennaio 2024, è stato rifiutato per mancanza del quorum necessario di firme e per irregolarità su alcune di queste. |
|           |           | Boris Nadeždin     | Iniziativa Civica   | - Firme raccolte: >105.000/105.000 (secondo Nadeždin) 104.734/105.000 (ufficialmente) - Firme verificate: 95.587/105.000 | Annunciata la sua partecipazione con Iniziativa Civica il 31 ottobre 2023 e forniti i documenti il 26 dicembre (poi accettati due giorni dopo), fu rifiutato l'8 febbraio 2024 a causa dell'invalidazione, per irregolarità, di varie firme (all'annuncio, >5%). Nei fatti, nonostante che, secondo Nadeždin, il partito avesse avrebbe raccolto più di 200.000 firme, la Commissione ne contò solo 104.734, poi ridotte, dopo vari controlli, sotto la soglia ammessa per correre alle elezioni. Per questi motivi, il candidato ha presto annunciato che avrebbe fatto appello alla Corte Suprema contro il suo rifiuto, mentre il portavoce presidenziale Dmitrij Peskov supportò presto la decisione della Commissione dichiarando che "Non c'è niente da commentare ci sono regole stabilite per i candidati". Gli appelli furono dunque divisi in tre casi: - I Caso - Ricorso presentato al tribunale ordinario di Mosca il 16 febbraio 2024 e respinto il 21 febbraio - Appello presentato alla corte d'appello del distretto di Mosca il 26 febbraio e rigettato il 4 marzo, conseguentemente al rifiuto della Corte suprema della Federazione Russa - II e III Caso - Ricorso presentato al tribunale ordinario di Mosca il 12 febbraio 2024 e respinto il 15 febbraio - Appello presentato alla corte d'appello del distretto di Mosca il 16 febbraio e rigettato il 19 febbraio, conseguentemente al rifiuto della Corte suprema della Federazione Russa |

## Sondaggi politici
| Data    | Casa sondaggistica | Vladimir Putin | Boris Nadeždin | Nikolaj Charitonov | Vladislav Davankov | Leonid Sluckij | Contro tutti |
| ------- | ------------------ | -------------- | -------------- | ------------------ | ------------------ | -------------- | ------------ |
| 03/2024 | IRPZ               | 56%            | —              | 5%                 | 9%                 | 3%             | 27%          |
| 02/2024 | Russian Field      | 61%            | 8%             | 3%                 | 2%                 | 3%             | 21%          |

## Risultati
La Commissione Elettorale Centrale annuncia ufficialmente la vittoria del Presidente in carica, Vladimir Putin, con l’87,28% (e le posizioni degli altri candidati, rispettivamente, al 4,31%, 3,85% e 3,20%).
| Vladimir Putin     | Indipendente - Fronte Popolare Panrusso (IND-ONF)                 | 76 277 708  | 88,48 |  |  |  |  |  |
| Nikolaj Charitonov | Partito Comunista della Federazione Russa (KPRF)                  | 3 768 470   | 4,37  |  |  |  |  |  |
| Vladislav Davankov | Nuova Gente - Unione delle Forze Politiche Progressiste (NL-SPPS) | 3 362 484   | 3,90  |  |  |  |  |  |
| Leonid Sluckij     | Partito Liberal-Democratico di Russia (LDPR)                      | 2 795 629   | 3,24  |  |  |  |  |  |
| Totale             | Totale                                                            | 86 204 291  | 100   |  |  |  |  |  |
|                    |                                                                   |             |       |  |  |  |  |  |
| Voti non validi    | Voti non validi                                                   | 1 371 784   | 1,57  |  |  |  |  |  |
| Votanti            | Votanti                                                           | 87 576 075  | 77,49 |  |  |  |  |  |
| Elettori           | Elettori                                                          | 113 011 059 |       |  |  |  |  |  |

| Vladimir Putin     |  | 88,48% |
| Nikolaj Charitonov |  | 4,37%  |
| Vladislav Davankov |  | 3,90%  |
| Leonid Sluckij     |  | 3,24%  |

### Annotazioni
1. 1 2 3  In stretti rapporti con Russia Unita (ER).
2. ↑  Quello riguardante il rifiuto della CEC di registrare il candidato come tale, cercando di ribaltare tale decisione.
3. ↑  Quelli riguardanti le falle procedurali della CEC nel controllare le firme presentate.

### Fonti
1. ↑   Russia, stabilita la data delle prossime elezioni presidenziali: Putin vicino al quinto mandato, Euronews, 7 dicembre 2023.
2. ↑   Presidenziali russe, Putin senza rivali. Si vota fino a domenica, incognita proteste e affluenza, Rai News, 14 marzo 2024.
3. ↑   Si vota in Russia, vincerà Putin, Il Post, 15 marzo 2024.
4. ↑   Com’era scontato, Vladimir Putin ha stravinto le presidenziali in Russia, Il Post, 17 marzo 2024.
5. ↑   Gli arresti e le proteste durante il primo giorno di elezioni in Russia, Il Post, 15 marzo 2024.
6. ↑   Le code ai seggi per il “mezzogiorno contro Putin” in Russia, Il Post, 17 marzo 2024.
7. ↑   Elezioni in Russia, il sondaggista del Centro Levada: “I russi stanno con Putin. Merito del conflitto con Kiev e dell’economia”, su la Repubblica, 18 marzo 2024. URL consultato il 19 marzo 2024.
8. ↑   "Телевизионная пропаганда имеет подавляющее влияние". Социологи — о новой реальности на фоне войны, su Radio Svoboda, 16 maggio 2022. URL consultato il 19 marzo 2024.
9. ↑   Cоциолог Алексей Левинсон: Путинский режим добился небывалого унисона с российским большинством. Это факт, это надо признать, su rfi.fr.
10. ↑   At least 22 million fake votes cast for Putin in presidential election, su Novaya Gazeta Europe, 24 settembre 1996. URL consultato il 21 marzo 2024.
11. ↑   Putin si candiderà per il suo quinto mandato, Il Post, 8 dicembre 2023.
12. ↑   Putin si è preparato la possibilità di rimanere al potere fino al 2036, Il Post, 10 marzo 2020.
13. ↑   Vladimir Putin ha un nuovo oppositore?, Il Post, 25 gennaio 2024.
14. ↑   In Russia la candidatura di un'oppositrice di Putin alle elezioni presidenziali è stata rifiutata per presunti errori burocratici, Il Post, 23 dicembre 2023.
15. ↑   Il politico russo di opposizione Boris Nadezhdin è stato escluso dalle elezioni presidenziali, Il Post, 8 febbraio 2024.
16. ↑   Andrea Tinari, Russia: 30 "candidati" al Cremlino sfidano Putin in presidenziali, Rai News, 26 dicembre 2023.
17. ↑   È morto Alexei Navalny, dice il servizio penitenziario russo, Il Post, 16 febbraio 2024.
18. ↑  (RU) Федеральный закон от 10.01.2003 N 19-ФЗ (ред. от 05.12.2017) "О выборах Президента Российской Федерации" Статья 77. Повторное голосование на выборах Президента Российской Федерации [Legge federale del 10.01.2003 N 19-FZ (modificata il 05.12.2017) "Sull'elezione del Presidente della Federazione Russa" Articolo 77. Voto ripetuto nell'elezione del Presidente della Federazione Russa], su ConsultantPlus.
19. ↑  (RU) Статья 81 Конституция Российской Федерации (принята на всенародном голосовании 12 декабря 1993 г.) (с поправками) [Articolo 81 Costituzione della Federazione Russa (adottata con voto popolare il 12 dicembre 1993) (come modificata)], su ГАРАНТ.
20. ↑  (RU) Путина зарегистрировали кандидатом в президенты, su РБК, 29 gennaio 2024. URL consultato il 6 febbraio 2024.
21. ↑   Что известно о Владиславе Даванкове, su TACC. URL consultato il 6 febbraio 2024.
22. ↑  (RU) Вероника Колесник, Даванков подал документы в ЦИК для участия в выборах президента от «Новых людей», su Известия, 25 dicembre 2023. URL consultato il 6 febbraio 2024.
23. 1 2 3   I finti oppositori di Putin alle elezioni presidenziali russe, Il Post, 15 marzo 2024.
24. ↑   Putin si candiderà per il suo quinto mandato, Il Post, 8 dicembre 2023.
25. ↑  (RU) ЛДПР выдвинула Слуцкого кандидатом в президенты России, in Ведомости. URL consultato il 6 febbraio 2024.
26. ↑   Слуцкий подал документы в ЦИК для участия в выборах президента, su TACC. URL consultato il 6 febbraio 2024.
27. ↑  (RU) Три кандидата собрали подписи для участия в президентских выборах, Ведомости, 27 gennaio 2024.
28. 1 2  (RU) ЦИК не зарегистрировал Бориса Надеждина кандидатом в президенты, su kommersant.ru, Kommersant, 8 febbraio 2024.
29. ↑   Official site, su nadezhdin2024.ru. URL consultato il 31 gennaio 2024 (archiviato dall'url originale il 31 gennaio 2024).
30. ↑  (RU) В РФ появился первый кандидат на пост президента, su ura.news, 31 ottobre 2023. URL consultato il 31 ottobre 2023.
31. ↑  (RU) Надеждин подал документы в ЦИК для участия в выборах президента, su РИА Новости, 26 dicembre 2023. URL consultato il 26 dicembre 2023.
32. ↑  (RU) ЦИК нашел в подписях за Надеждина более 5% допустимого брака, su Kommersant, 8 febbraio 2024. URL consultato l'8 febbraio 2024.
33. ↑   Sky TG24, Elezioni Russia, salta la candidatura Nadezhdin oppositore di Putin, su tg24.sky.it, 8 febbraio 2024. URL consultato l'8 febbraio 2024.
34. ↑   E. Giribaldi, L'unica speranza nel cognome. Chi è Boris Nadezhdin, lo sfidante di Vladimir Putin alle urne, su HuffPost Italia, 31 gennaio 2024. URL consultato l'8 febbraio 2024.
35. ↑   Meet Boris Nadezhdin, Vladimir Putin's brave challenger, in The Economist. URL consultato l'8 febbraio 2024.
36. ↑   Russia: candidato pacifista anti-Putin escluso da elezioni annuncia appello, su TGLA7, 8 febbraio 2024. URL consultato l'8 febbraio 2024.
37. ↑   Russia, “firme non valide”. Escluso dalle presidenziali il candidato pacifista, su iltempo.it. URL consultato l'8 febbraio 2024.
38. ↑  (EN) Russia blocks anti-Putin campaigner Boris Nadezhdin from presidential election, su WION. URL consultato l'8 febbraio 2024.
39. ↑  (RU) ЦИК: действительных подписей Надеждина недостаточно для регистрации кандидатом, su Коммерсантъ, 8 febbraio 2024. URL consultato l'8 febbraio 2024.
40. ↑   Иски в Верховный Суд РФ (Official Site), su nadezhdin2024.ru. URL consultato il 23 febbraio 2024 (archiviato dall'url originale il 23 febbraio 2024).
41. ↑  (RU, EN) Putin garners 76,277,708 votes in Russian presidential election — CEC chief, TASS, 21 marzo 2024.